# Бэркло, Кайл
Кайл Дэвид Бэркло (англ. Kyle David Barraclough, 23 мая 1990, Санта-Клара, Калифорния) — американский бейсболист, питчер клуба Главной лиги бейсбола «Миннесота Твинс».

## Карьера
Кайл Бэркло родился 23 мая 1990 года в Санта-Кларе. Он учился в Колледже святой Марии в Калифорнии. В 2011 году на драфте его выбрала «Миннесота Твинс», но контракт с игроком заключён не был. На драфте Главной лиги бейсбола 2012 года его выбрал клуб «Сент-Луис Кардиналс» в седьмом раунде.
В 2015 году Бэркло играл за дочерние команды «Сент-Луиса» из Спрингфилда и Палм-Бич, одержав три победы и сделав двенадцать сейвов. Также он принял участие в Матче всех звёзд Техасской лиги. Двадцать четвёртого июля 2015 года «Кардиналс» обменяли его в «Майами Марлинс» на питчера Стива Сишека. Седьмого августа 2015 года его впервые вызвали в основной состав «Марлинс» и он дебютировал в Главной лиге бейсбола в матче против «Атланты».
В апреле 2016 года «Марлинс» перевели Бэркло в основной состав команды. Сайт minorleaguebaseball.com оценивал его как питчера, готового к выступлениям в лиге, отмечая его слайдер. Его слабой стороной указывалось большое число допускаемых уоков. В то же время, за четыре года, проведённых в командах младших лиг, Бэркло пропустил всего два хоум-рана. 
В июне 2018 года Кайл был переведён на роль клоузера команды после неудачных выступлений Брэда Циглера. По итогам месяца он был признан лучшим реливером Национальной лиги, став первым с августа 2005 года игроком «Марлинс», удостоенным этой награды.
В октябре 2018 года Бэркло обменяли в «Вашингтон Нэшионалс» на денежные средства из бюджета международных подписаний. В регулярном чемпионате 2019 года он провёл в составе команды 25,2 иннинга с пропускаемостью 6,66. В августе «Нэшионалс» выставили его на драфт отказов, после чего игрок перешёл в «Сан-Франциско Джайентс». После окончания сезона он покинул клуб в статусе свободного агента. В декабре 2019 года Бэркло подписал контракт игрока младшей лиги с «Сан-Диего Падрес».
В сезоне 2020 года Бэркло на поле не выходил из-за отмены игр младших лиг. В июле он получил статус свободного агента. В январе 2021 года он подписал контракт игрока младшей лиги с «Нью-Йорк Янкис», получив приглашение на предсезонные сборы основного состава. Сезон Бэркло начал в составе фарм-команды уровня AAA-лиги «Скрантон/Уилкс-Барре Рейлрэйдерс». Он провёл на поле 14 иннингов с пропускаемостью 3,21, одержав четыре победы. В июне «Янкис» отчислили его, после чего он подписал контракт игрока младшей лиги с «Миннесотой».